# خوان ميخيا غونزاليس
خوان ميخيا غونزاليس (بالإسبانية: Juan Mejía González)‏ هو مهرب مخدرات مكسيكي، ولد في 18 نوفمبر 1975 في Ciudad Mier ‏ في المكسيك.